# Howard Jones (Musiker, 1955)/Diskografie
Diese Diskografie ist eine Übersicht über die musikalischen Werke des britischen Sängers Howard Jones. Den Schallplattenauszeichnungen zufolge hat er bisher mehr als 2,9 Millionen Tonträger verkauft, davon alleine in seiner Heimat über 1,7 Millionen. Seine erfolgreichste Veröffentlichung ist das Album Dream into Action mit über 1,1 Millionen verkauften Einheiten.

## Alben

### Studioalben
| Jahr | Titel             | Höchstplatzierung, Gesamtwochen, AuszeichnungChartplatzierungen (Jahr, Titel, Platzierungen, Wochen, Auszeichnungen, Anmerkungen) | Höchstplatzierung, Gesamtwochen, AuszeichnungChartplatzierungen (Jahr, Titel, Platzierungen, Wochen, Auszeichnungen, Anmerkungen) | Höchstplatzierung, Gesamtwochen, AuszeichnungChartplatzierungen (Jahr, Titel, Platzierungen, Wochen, Auszeichnungen, Anmerkungen) | Höchstplatzierung, Gesamtwochen, AuszeichnungChartplatzierungen (Jahr, Titel, Platzierungen, Wochen, Auszeichnungen, Anmerkungen) | Höchstplatzierung, Gesamtwochen, AuszeichnungChartplatzierungen (Jahr, Titel, Platzierungen, Wochen, Auszeichnungen, Anmerkungen) | Anmerkungen                                                                                           |
| Jahr | Titel             | DE | CH | UK | US | R&B | Anmerkungen                                                                                           |
| ---- | ----------------- | --- | --- | --- | --- | --- | --- |
| 1984 | Human’s Lib       | DE8 (25 Wo.)DE | CH12 (12 Wo.)CH | UK1 ×2Doppelplatin · (57 Wo.)UK                                                                                                   | US59 (43 Wo.)US | — | Erstveröffentlichung: 5. März 1984 Produzenten: Colin Thurston, Rupert Hine                           |
| 1984 | The 12″ Album     | DE49 (4 Wo.)DE | — | UK15 Gold · (33 Wo.)UK | — | — | Erstveröffentlichung: 25. November 1984 Remixalbum; Produzent: Rupert Hine                            |
| 1985 | Dream into Action | DE20 (19 Wo.)DE | CH19 (8 Wo.)CH | UK2 Gold · (25 Wo.)UK | US10 (… Wo.)US | R&B65 (9 Wo.)R&B | Erstveröffentlichung: 11. März 1985 Produzent: Rupert Hine                                            |
| 1986 | One to One        | — | — | UK10 Gold · (4 Wo.)UK | — | — | Erstveröffentlichung: 13. Oktober 1986 Produzent: Arif Mardin                                         |
| 1989 | Cross That Line   | — | — | UK64 (1 Wo.)UK | — | — | Erstveröffentlichung: 20. März 1989 Produzenten: Howard Jones, Chris Hughes, Ian Stanley, Ross Cullum |
| 2019 | Transform         | — | — | UK49 (1 Wo.)UK | — | — | Erstveröffentlichung: 10. Mai 2019 Produzenten: Howard Jones, BT, Robbie Bronnimann                   |

Weitere Studioalben
- 1992: In the Running
- 1994: Working in the Backroom
- 1997: Angels & Lovers
- 1998: People
- 2000: Perform.00
- 2000: Pefawm (2 CDs)
- 2003: Piano Solos (For Friends & Loved Ones)
- 2005: Revolution of the Heart
- 2009: Ordinary Heroes
- 2015: Engage

### Livealben
- 1984: BBC Rock Hour #530 (Aufnahme: Aylesbury, 1984)
- 1985: The King Biscuit Flower Hour
- 1996: Live Acoustic America (Aufnahme: Variety Arts Theater Los Angeles, 28. April 1992; 1984)
- 2002: The Peaceful Tour Live
- 2007: Live in Birkenhead (mit Robin Boult; Aufnahme: Birkenhead Pacific Road Arts Theatre, 13. April 2007)
- 2008: The 25th Anniversary Concert: Live at the IndigO2 (3 CDs)
- 2011: Human’s Lib & Dream into Action Live at Indigo² (2 CDs; Aufnahme)

### Kompilationen
| Jahr | Titel                    | Höchstplatzierung, Gesamtwochen, AuszeichnungChartplatzierungen (Jahr, Titel, Platzierungen, Wochen, Auszeichnungen, Anmerkungen) | Höchstplatzierung, Gesamtwochen, AuszeichnungChartplatzierungen (Jahr, Titel, Platzierungen, Wochen, Auszeichnungen, Anmerkungen) | Höchstplatzierung, Gesamtwochen, AuszeichnungChartplatzierungen (Jahr, Titel, Platzierungen, Wochen, Auszeichnungen, Anmerkungen) | Höchstplatzierung, Gesamtwochen, AuszeichnungChartplatzierungen (Jahr, Titel, Platzierungen, Wochen, Auszeichnungen, Anmerkungen) | Höchstplatzierung, Gesamtwochen, AuszeichnungChartplatzierungen (Jahr, Titel, Platzierungen, Wochen, Auszeichnungen, Anmerkungen) | Anmerkungen                        |
| Jahr | Titel                    | DE | CH | UK | US | R&B | Anmerkungen                        |
| ---- | ------------------------ | --- | --- | --- | --- | --- | ---------------------------------- |
| 1993 | The Best of Howard Jones | — | — | UK36 Silber · (2 Wo.)UK | — | — | Erstveröffentlichung: 5. Juni 1993 |

Weitere Kompilationen
- 1993: What Is Love? 15 Classic Tracks
- 2002: The Essentials
- 2002: Greatest Hits
- 2003: What Is Love?
- 2003: The Very Best of Howard Jones (2 CDs)
- 2005: The Ultimate Collection
- 2006: The Platinum Collection
- 2007: Revolution Remixed & Surrounded (Remixalbum, CD + DVD)
- 2013: C3lebrati0n
- 2017: Best 1983–2017

## Singles
| Jahr | Titel Album                                                | Höchstplatzierung, Gesamtwochen, AuszeichnungChartplatzierungen (Jahr, Titel, Album, Platzierungen, Wochen, Auszeichnungen, Anmerkungen) | Höchstplatzierung, Gesamtwochen, AuszeichnungChartplatzierungen (Jahr, Titel, Album, Platzierungen, Wochen, Auszeichnungen, Anmerkungen) | Höchstplatzierung, Gesamtwochen, AuszeichnungChartplatzierungen (Jahr, Titel, Album, Platzierungen, Wochen, Auszeichnungen, Anmerkungen) | Höchstplatzierung, Gesamtwochen, AuszeichnungChartplatzierungen (Jahr, Titel, Album, Platzierungen, Wochen, Auszeichnungen, Anmerkungen) | Höchstplatzierung, Gesamtwochen, AuszeichnungChartplatzierungen (Jahr, Titel, Album, Platzierungen, Wochen, Auszeichnungen, Anmerkungen) | Höchstplatzierung, Gesamtwochen, AuszeichnungChartplatzierungen (Jahr, Titel, Album, Platzierungen, Wochen, Auszeichnungen, Anmerkungen) | Anmerkungen |
| Jahr | Titel Album                                                | DE | CH | UK | US | R&B | Dance | Anmerkungen |
| ---- | ---------------------------------------------------------- | --- | --- | --- | --- | --- | --- | --- |
| 1983 | New Song Human’s Lib                                       | DE19 (15 Wo.)DE | CH15 (9 Wo.)CH | UK3 Silber · (20 Wo.)UK | US27 (15 Wo.)US | — | Dance4 (15 Wo.)Dance | Erstveröffentlichung: August 1983 Autor: Howard Jones                                                                      |
| 1983 | What Is Love? Human’s Lib                                  | DE6 (15 Wo.)DE | CH24 (5 Wo.)CH | UK2 Silber · (15 Wo.)UK | US33 (13 Wo.)US | — | — | Erstveröffentlichung: 26. November 1983 Autoren: Howard Jones, William Bryant                                              |
| 1984 | Hide & Seek Human’s Lib                                    | DE38 (11 Wo.)DE | — | UK12 (12 Wo.)UK | — | — | — | Erstveröffentlichung: 2. Februar 1984 Autor: Howard Jones                                                                  |
| 1984 | Pearl in the Shell Human’s Lib                             | DE60 (4 Wo.)DE | — | UK7 (12 Wo.)UK | — | — | — | Erstveröffentlichung: Mai 1984 Saxophon: Davey Payne, Stephen W. Tayler Autor: Howard Jones                                |
| 1984 | Like to Get to Know You Well The 12″ Album                 | DE56 (6 Wo.)DE | — | UK4 Silber · (12 Wo.)UK | US49 (9 Wo.)US | — | — | Erstveröffentlichung: Juli 1984 Autor: Howard Jones                                                                        |
| 1985 | Things Can Only Get Better Dream into Action               | — | — | UK6 Silber · (8 Wo.)UK | US5 (23 Wo.)US | R&B54 (11 Wo.)R&B | Dance10 (9 Wo.)Dance | Erstveröffentlichung: Januar 1985 Autor: Howard Jones                                                                      |
| 1985 | Look Mama Dream into Action                                | DE24 (10 Wo.)DE | — | UK10 (7 Wo.)UK | — | — | — | Erstveröffentlichung: 20. April 1985 Autor: Howard Jones                                                                   |
| 1985 | Life in One Day Dream into Action                          | DE57 (6 Wo.)DE | — | UK14 (9 Wo.)UK | US19 (16 Wo.)US | — | — | Erstveröffentlichung: Juni 1985 Autor: Howard Jones                                                                        |
| 1986 | No One Is to Blame Dream into Action                       | — | — | UK16 (7 Wo.)UK | US4 (23 Wo.)US | — | — | Erstveröffentlichung: Februar 1986 Autor: Howard Jones                                                                     |
| 1986 | All I Want One to One                                      | — | — | UK35 (4 Wo.)UK | US76 (5 Wo.)US | — | — | Erstveröffentlichung: September 1986 Autor: Howard Jones                                                                   |
| 1986 | You Know I Love You … Don’t You One to One                 | — | — | UK43 (4 Wo.)UK | US17 (16 Wo.)US | — | — | Erstveröffentlichung: Oktober 1986 Autor: Howard Jones                                                                     |
| 1987 | Little Bit of Snow One to One                              | — | — | UK70 (2 Wo.)UK | — | — | — | Erstveröffentlichung: März 1987 Autor: Howard Jones                                                                        |
| 1989 | Everlasting Love Cross That Line                           | — | — | UK62 (3 Wo.)UK | US12 (19 Wo.)US | — | — | Erstveröffentlichung: 20. Februar 1989 Autor: Howard Jones                                                                 |
| 1989 | The Prisoner Cross That Line                               | — | — | UK98 (1 Wo.)UK | US30 (13 Wo.)US | — | — | Erstveröffentlichung: Mai 1989 Autor: Howard Jones                                                                         |
| 1992 | Lift Me Up In the Running                                  | — | — | UK52 (3 Wo.)UK | US32 (15 Wo.)US | — | — | Erstveröffentlichung: März 1992 Autoren: Howard Jones, Ross Cullum                                                         |
| 1992 | Two Souls In the Running                                   | DE53 (8 Wo.)DE | — | — | — | — | — | Erstveröffentlichung: April 1992 Autoren: Howard Jones, Ross Cullum, Andy Ross                                             |
| 1993 | I. G. Y. (What a Beautiful World) The Best of Howard Jones | DE52 (10 Wo.)DE | — | — | — | — | — | Erstveröffentlichung: 3. Mai 1993 Autor und Original: Donald Fagen, 1982                                                   |
| 1999 | Let the People Have Their Say People                       | DE85 (7 Wo.)DE | — | UK99 (1 Wo.)UK | — | — | — | Erstveröffentlichung: Februar 1999 mit Woodlands Hospice Community Choir Autoren: Howard Jones, Andy Ross                  |
| 1999 | Tomorrow Is Now People                                     | DE99 (1 Wo.)DE | — | — | — | — | — | Erstveröffentlichung: November 1999 Autoren: Howard Jones, Andy Ross                                                       |
| 2005 | Slip Away –                                                | — | — | UK82 (1 Wo.)UK | — | — | — | Erstveröffentlichung: März 2005 Mohito feat. Howard Jones Autoren: Cameron Saunders, Hal Ritson, Howard Jones, Mark Conlin |
| 2005 | Just Look at You Now Revolution of the Heart               | — | — | — | — | — | Dance35 (7 Wo.)Dance | Erstveröffentlichung: Oktober 2005 Autoren: Howard Jones, Robbie Bronnimann                                                |

Weitere Singles
- 1983: Live at the Marquee
- 1984: Equality
- 1986: Action Replay
- 1991: Other People Are Us
- 1992: Tears to Tell
- 1997: Angels & Lovers
- 2000: Collective Heart Beat
- 2000: Someone You Need
- 2001: What Is Love 2001 (mit dba)
- 2003: Revolution of the Heart
- 2006: Do You Feel Scared
- 2006: Stir It Up
- 2009: Straight Ahead
- 2009: Soon You’ll Go
- 2010: Slip Away (D&B Remix)
- 2010: Indigo2 Special VIP (EP)
- 2013: Things Can Only Get Better (mit Cedric Gervais)

## Videoalben
- 1984: Live in Japan
- 1986: Last World Dream: Live in Concert
- 1989: Like to Get to Know You Well
- 1993: Best of Howard Jones
- 2003: Live Salt Lake City
- 2004: 20th Anniversary Concert: Live at the Shepherd’s Bush Empire (2 DVDs)
- 2009: The 25th Anniversary Concert Live at the Indigo²
- 2013: The Video Collection

## Statistik

### Chartauswertung
|                     | DE    | CH    | UK    | US    | R&B     |
| ------------------- | ----- | ----- | ----- | ----- | ------- |
| Nummer-eins-Alben   | DE—DE | CH—CH | UK1UK | US—US | R&B—R&B |
| Top-10-Alben        | DE1DE | CH—CH | UK3UK | US—US | R&B—R&B |
| Alben in den Charts | DE3DE | CH2CH | UK7UK | US1US | R&B1R&B |

|                       | DE     | CH    | UK     | US     | R&B     | Dance       |
| --------------------- | ------ | ----- | ------ | ------ | ------- | ----------- |
| Nummer-eins-Singles   | DE—DE  | CH—CH | UK—UK  | US—US  | R&B—R&B | Dance—Dance |
| Top-10-Singles        | DE1DE  | CH—CH | UK6UK  | US2US  | R&B—R&B | Dance2Dance |
| Singles in den Charts | DE11DE | CH2CH | UK17UK | US11US | R&B1R&B | Dance3Dance |

### Auszeichnungen für Musikverkäufe
| Goldene Schallplatte - Kanada - 1984: für das Album Human’s Lib Platin-Schallplatte - Kanada - 1985: für das Album Dream Into Action |

Anmerkung: Auszeichnungen in Ländern aus den Charttabellen bzw. Chartboxen sind in ebendiesen zu finden.
| Land/RegionAuszeichnungen für Musikverkäufe (Land/Region, Auszeichnungen, Verkäufe, Quellen) | Silber     | Gold     | Platin     | Verkäufe  | Quellen         |
| -------------------------------------------------------------------------------------------- | ---------- | -------- | ---------- | --------- | --------------- |
| Kanada (MC)                                                                                  | —          | Gold1    | Platin1    | 150.000   | musiccanada.com |
| Vereinigte Staaten (RIAA)                                                                    | —          | —        | Platin1    | 1.000.000 | riaa.com        |
| Vereinigtes Königreich (BPI)                                                                 | 5× Silber5 | 3× Gold3 | 2× Platin2 | 1.760.000 | bpi.co.uk       |
| Insgesamt                                                                                    | 5× Silber5 | 4× Gold4 | 4× Platin4 |           |                 |